# Владимирецкий район
Владимире́цкий район (укр. Володимирецький район) — упразднённая административная единица на северо-западе Ровненской области Украины. Административный центр — посёлок Владимирец.

## История
Образован 17 января 1940 года в составе Ровенской области Украинской ССР, на территории бывших сельских гмин Антоновка и Владимирец Сарненского повята Волынского воеводства. 21 января 1959 года к Владимирецкому району был присоединён Рафаловский район. В ходе хрущёвской административной реформы, в декабре 1962 года район был упразднён, его территория вошла в состав Дубровицкого района. Восстановлен в 1965 году, после сворачивания реформы. Позже, в том же году Галузийский и Серховский сельские советы были переданы в состав Маневичского района Волынской области. В 1966 году часть территории района была включена в состав воссозданного Заречненского района. В 1984 году из состава района была выведена территория посёлка Кузнецовск (ныне — город Вараш), получившего статус города областного подчинения.
17 июля 2020 года в результате административно-территориальной реформы был включён в состав Варашского района. На его территории были сформированы Антоновская, Владимирецкая, Каноничская, Полицкая и Рафаловская территориальные общины. Территория Бельсковольского, Заболотьевского, Мульчицкого, Озерецкого, Собещицкого Сопачовского и Старорафальского сельских советов вошла в состав Варашской городской общины, а Городецкого сельского совета — в состав Сарненской городской общины Сарненского района.

## Демография
Население района составляло 65 436 человек (2019 г.), в том числе в городских условиях проживают 12 773 человека.

## Административное устройство
На момент упразднения район включал в себя:

Количество советов:
- поселковых — 2;
- сельских — 30.

Количество населённых пунктов:
- посёлков городского типа — 2;
- сёл — 65.